# Wolfgang M. Rosam

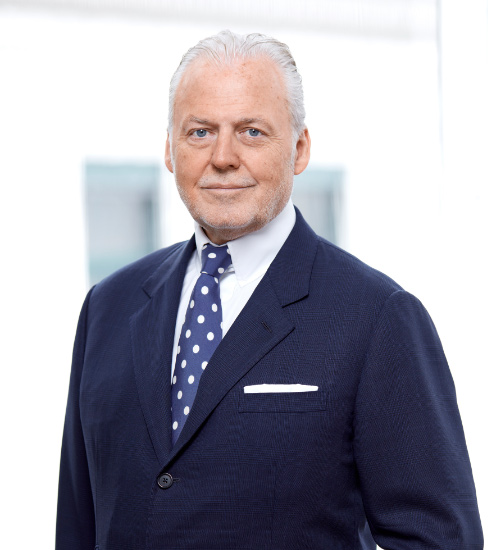
Wolfgang M. Rosam (2018)

Wolfgang M. Rosam (* 4. März 1957 in Spittal an der Drau) ist ein österreichischer Lobbyist, PR-Berater sowie Herausgeber und Chefredakteur des Gourmetmagazins Falstaff. Außerdem ist er als Autor und Journalist tätig.

## Leben
Wolfgang Rosam wuchs im österreichischen Bundesland Kärnten in Spittal an der Drau auf, wo er schon schulpolitisch tätig war, unter anderem als Landesschulsprecher der AHS Kärnten. Nachdem er die Matura im Gymnasium absolviert hatte, meldete er sich als einjährig Freiwilliger zum österreichischen Bundesheer, wo er schließlich Vermittlungsoffizier Medien wurde. Außerdem besuchte er das College für Werbung und Verkauf an der Wirtschaftsuniversität Wien sowie das College für Management und Organisation in der Spengergasse, ebenfalls in Wien.

## Berufliche Laufbahn
Im Jahr 1978 trat Wolfgang Rosam in den Mautner-Markhof-Konzern als Marketingmanager ein. Bis zum Jahr 1982 hatte er sich zum Geschäftsführer der firmeneigenen PR-Agentur Publico hochgearbeitet. Fünf Jahre später erfolgte ein Management-Buyout und somit der hundertprozentige Erwerb der
Publico-Public-Relations-Agentur durch Wolfgang Rosam. Im Jahr 1990 hatte Publico die Marktführerschaft auf dem österreichischen Markt erreicht, und so wurden weitere Filialen in Klagenfurt, Graz, Salzburg, Linz und Budapest eröffnet.
Zu den  Aufträgen dieser Jahre zählen unter anderem der Wiederaufbau des Images des österreichischen Weines nach dem Glykolwein-Skandal, was den Staatspreis für Public Relations einbrachte. Des Weiteren leitete die Publico eine durch die Bundesregierung beauftragte PR-Kampagne zur österreichischen Volksabstimmung über den EU-Beitritt, wofür Rosam der Europäische PR-Preis verliehen wurde. Außerdem führte die Firma eine weitere Kampagne für die Bundesregierung, zur Einführung des Euro, durch. Zudem bot Publico als erste Agentur in Österreich den Geschäftszweig Lobbying an.
2003 verkaufte Rosam den ersten Teil von Publico an die deutsche ECC-Gruppe mit Sitz in Düsseldorf. Ab diesem Jahr bis 2005 war er auch zusätzlich im „Board of Directors“ der Pleon-PR-Gruppe. 2004 verkaufte er die restlichen Anteile von Publico an die Pleon-Gruppe und an die Mitarbeiter der Publico.
Im Oktober 2005 gründete Wolfgang Rosam die Kommunikationsagentur Wolfgang Rosam Change Communications GmbH, die er als geschäftsführender Gesellschafter führt. 2010 erwarb er schließlich 100 Prozent der Anteile an der Brandstätter Business Communications GmbH. Die Firmen verschmolzen schließlich und trugen den Namen Rosam Change Communications GmbH, die auch Mitglied in den Agenturennetzwerken Leading Advisors Group und The Councelors waren. 2016 wurde Silvia Grünberger Partnerin der Agentur, die bis 2021 unter dem Namen ROSAM.GRÜNBERGER | Change Communications firmierte. Laut Bestseller-PR-Agentur-Ranking 2020 lag ROSAM.GRÜNBERGER | Change Communications, gemessen am Umsatz, an erster Stelle auf dem österreichischen Markt. Die Agentureigentümer Wolfgang Rosam und Silvia Grünberger haben mit Jahresbeginn 2022 Gerhard Jarosch sowie Martin Himmelbauer als weitere Partner an Bord geholt und den Schwerpunkt Litigation-PR neu implementiert. Einhergehend mit der neuen Partnerstruktur wurde die Agentur umbenannt und firmiert nun unter Rosam.Grünberger.Jarosch & Partner GmbH. Die Agentur ist Mitglied des Crisis Communications Network Europe, eines Zusammenschlusses von europäischen und inhabergeführten PR-Agenturen mit einer umfangreichen Expertise in der Krisenprävention und -kommunikation.
Rosams Lebensmittelpunkt ist seit dem Beginn seiner beruflichen Laufbahn Wien, wo er mit seiner Frau Angelika und seinen zwei Kindern im Bezirk Hietzing lebt.

## Falstaff
2004 gründete Wolfgang Rosam den Falstaff-Gourmetclub, ein Format, das die Mitglieder selbst durch SMS-Voting zu Restaurantkritikern macht. Hierzu erscheint jährlich der Falstaff-Restaurant-Guide sowie andere Gourmetführer für Wein und Hotels.
Von 2009 bis 2010 stockte Rosam seine Anteile am Gourmetmagazin Falstaff von 25 Prozent auf 100 Prozent auf, wobei 10 Prozent seiner Frau Angelika gehören. Das  Gourmet-Magazin zählt in Österreich 170.000 Leser sowie um die 300.000 Leser in Deutschland.
Falstaff erhält als Monatstitel keine reguläre staatliche Presseförderung. Für Kritik sorgte die Veröffentlichung der Medientransparenzdaten für das Jahr 2020. Es wurde bekannt, dass die öffentliche Hand in diesem Jahr für rund 750.000 Euro in dem Medium inserierte – ein Plus von 85 Prozent. Anfang des Jahres 2020 war Sebastian Kurz zum zweiten Mal Bundeskanzler geworden. Wolfgang M. Rosam gilt als ÖVP-nahe und als einer der Vertrauten von Kurz.

## Auszeichnungen
- 2007 erhielt er das Goldene Verdienstzeichen der Republik Österreich.[11]
- 2021: Verleihung des Berufstitels Professor[12][13]